# Place de la Bourse (Toulouse)
Pour les articles homonymes, voir Place de la Bourse.
La place de la Bourse (en occitan : plaça de la Borsa) est une voie de Toulouse, en France.

## Situation et accès

### Description
La place de la Bourse est une voie publique. Elle se situe au cœur du quartier du Capitole.
Elle forme un rectangle d'environ 27 m de long sur 22 m de large, pour une superficie de 580 m2. À l'ouest, la place reçoit les rues Clémence-Isaure et Jacques-Cujas. À l'angle nord-est débutent les rues Sainte-Ursule et Temponières. Enfin, au sud-est, elle reçoit la rue de la Bourse.
La place de la Bourse, connue depuis le Moyen Âge, même si elle n'avait pas la même forme, a pris son aspect actuel au cours du XIXe siècle.

### Voies rencontrées
La place de la Bourse rencontre les voies suivantes, dans l'ordre des numéros croissants :
1. Rue de la Bourse
2. Rue Clémence-Isaure
3. Rue Jacques-Cujas
4. Rue Sainte-Ursule
5. Rue Temponières

## Odonymie

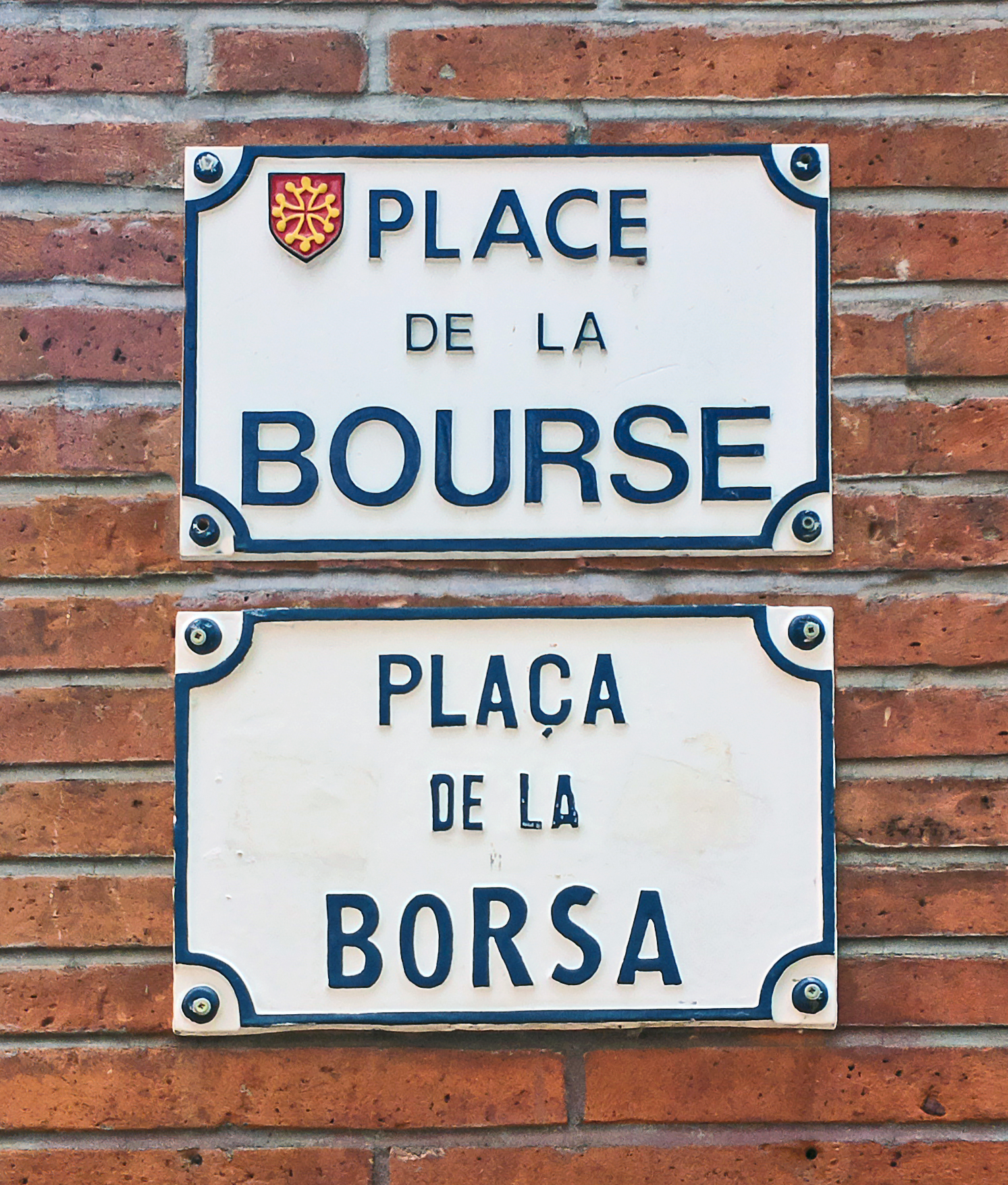
Plaques de rue en français et en occitan.

Le nom de la place fait référence à la Bourse des marchands, établie dans une chapelle désaffectée, la chapelle Hugolèse (ou Ingolèse), au XIIIe siècle (actuel no 19). Il existait déjà, dans une rue voisine, un clos de la Draperie depuis le XVe siècle (ancien no 26 rue Jacques-Cujas). En 1836, l'hôtel de la Bourse fut déplacé, toujours sur la place (actuel no 26).
La place portait, au début du XIVe siècle, le nom de la Chapelle-Hugolèse, à cause d'une petite chapelle dont l'entrée se trouvait au sud de la place, à l'angle des rues des Ysalguiers (actuelle rue Clémence-Isaure) et de la Chapelle-Hugolèse (actuelle rue de la Bourse). Au XVIe siècle s'impose peu à peu le nom de place de la Tour-de-Najac, car la haute tour de l'hôtel de la famille des Najac dominait la place (actuel no 26). En 1794, pendant la Révolution française, on lui donne le nom de place la Régénération, sans que ce nom subsiste.

## Histoire

### Moyen Âge
Au Moyen Âge, la place de la Chapelle-Ingolèse (actuelle place de la Bourse) appartient, du côté ouest, au capitoulat du Pont-Vieux, mais du côté est au capitoulat de Saint-Pierre-Saint-Martin, réuni en 1438 au capitoulat de la Daurade. Cette petite place encore triangulaire se trouve au carrefour des rues de la Chapelle-Ingolèse (actuelle rue de la Bourse), à l'angle sud, des Ysalguiers (actuelle rue Clémence-Isaure), à l'angle ouest, et Jacques-Cujas, Sainte-Ursule et Temponières, à l'angle nord. Elle tient son nom d'une chapelle mal connue et aujourd'hui disparue, la chapelle Ingolèse ou Hugolèse (emplacement de l'actuel no 19). Au centre de la place se trouve un puits.
La place se trouve au cœur du quartier des marchands drapiers. Loin d'être de pauvres artisans, ces drapiers sont généralement de riches bourgeois. Ils organisent la production du tissu en contrôlant toute la filière de production textile, achetant les tissus grossiers aux tisserands, puis les faisant transformer par les pareurs (parador en occitan), les foulonniers ou les teinturiers, avant de les vendre. Parmi les drapiers les plus connus, on connait par exemple la famille de Najac, qui accède plusieurs fois au capitoulat au XIVe siècle et au XVe siècle avec Nicolas, capitoul en 1390, 1418 1425 et 1428, et Hugues de Najac, capitoul en 1412, 1420, 1425 et 1427. L'entrée de leur hôtel, couronné d'une tour, se trouve sur la place (actuel no 26). Au XVe siècle, le « clos de la Draperie » (en occitan : la ombrador de la Draparia), un groupement de marchands drapiers, est installé par les marchands dans un immeuble à proximité de la rue (ancien no 24 rue Jacques-Cujas).

### Période moderne
Le 7 mai 1463, un incendie parti d'une boulangerie à l'angle des rues Maletache et de l'Arc-des-Carmes (actuelle rue du Languedoc), ravage complètement le côté droit de la place, qui reste ruiné jusqu'à la fin du siècle,. L'ampleur des destructions permet cependant aux marchands les plus importants, enrichis par l'essor du pastel, de réunir de vastes emprises foncières pour faire bâtir leurs hôtels particuliers.
La présence des marchands drapiers ne se dément d'ailleurs pas. En 1548, un placet est présenté au roi Henri II pour obtenir l'établissement d'une Bourse commune des marchands, semblable aux bourses de commerce qui existaient déjà à Lyon, dans le royaume de France, ou à Anvers. En juillet 1549, Henri II autorise par lettres patentes la création d'une bourse de marchands à Toulouse. Cette institution nouvelle entre cependant en conflit avec la juridiction municipale des capitouls, et elle passe rapidement entre leurs mains, ceux-ci se réservant les charges de prieur et de consuls de la bourse. Il est probable que le premier siège de cette bourse de marchands se trouve donc dans les bâtiments de la Maison commune.
En 1557, Henri II ordonne cependant aux capitouls de donner un local différent au prieur et consuls de la Bourse, similaire au Change de Lyon : l'affaire est cependant retardée par le déclenchement des guerres de religion. Pendant les sanglantes journées de mai 1562, la tour de Najac sert de citadelle aux conjurés protestants : le 13 mai, les troupes catholiques essaient sans succès de les en déloger, mais les protestants sont forcés de quitter la ville le 17 mai.
À la fin du XVIe siècle, les consuls de la bourse décident d'acheter un immeuble désigné comme la chapelle Ingolèse au bourgeois Yvonnet du Breilh (actuel no 19). La vente est finalement passée en 1602, le nouveau bâtiment étant construit entre 1603 et 1605 : en 1606, l'hôtel de la Bourse est ouvert aux marchands drapiers. Le 29 décembre 1703, Louis XIV décide, par un arrêt du Conseil d'État, la création d'une chambre de commerce, présidée par le prieur de la Bourse, assisté de deux consuls et de quatre députés des marchands. En 1778, l'hôtel de la Bourse menace ruine et le prieur et les consuls décident d'acheter l'hôtel de Bastard et en prennent possession en 1781.

### Époque contemporaine
La Révolution française amène quelques bouleversements. En 1790, les députés de l'Assemblée nationale suppriment les bourses de commerce mais en conservent le principe : la bourse des marchands devient, par ordonnance du 24 août, tribunal de commerce. Il s'agit d'une juridiction composée de juges, marchands et commerçants élus par leurs pairs. La Bourse ou Parquet des agents de change est établie dans le même lieu par décret du 25 juin 1801.
Après la Révolution, la place de la Bourse reste un lieu majeur pour les marchands toulousains, tandis qu'elle prend son aspect actuel. Dans le premier quart du XIXe siècle, la place est agrandie à l'ouest par la démolition d'un immeuble (ancien no 26 rue Jacques-Cujas). En 1832, la première Caisse d'épargne et de prévoyance, créée par ordonnance du roi Charles X en 1830, est ouverte dans les bâtiments de l'ancienne bourse des marchands (no 19). En 1834, la municipalité toulousaine demande à l'État, pour la nouvelle installation de la Bourse du Commerce, la cession à la ville de l'ancien couvent des Bénédictins de la Daurade, occupé par l'Administration des Tabacs. La demande ayant été refusée, il est décidé de reconstruire un nouvel hôtel de la Bourse à la place du vieil hôtel de Bastard. L'hôtel de la Bourse est également reconstruit en 1836 par les architectes Jean Bonnal et Jean-Antoine Raynaud. Le nouveau bâtiment accueille donc le tribunal de commerce, la chambre de commerce et la bourse proprement dite.
En 1913, la Chambre de commerce déplace son siège dans l'ancien archevêché, rue d'Alsace-Lorraine (actuel no 1), tandis que le Tribunal de commerce se maintient dans le même lieu.
En 1999, la place bénéficie du programme d'aménagement et d'embellissement du centre-ville. Le parking est supprimé et la place est piétonnisée. Elle est également ornée d'une fontaine, Feuille d'eau, œuvre en fonte réalisée par l'artiste Françoise Persouyre. En 2018, la place de la Bourse voit deux établissements de restauration ouvrir. Le calme du lieu fait place maintenant à un haut lieu festif. Deux immenses terrasses occupent l'espace public avec l'accord de la municipalité au grand dam des riverains.

## Patrimoine et lieux d'intérêt

### Immeubles
- no  19 : immeuble. 
Le premier hôtel de la Bourse des marchands est construit entre 1603 et 1605 à l'emplacement de la chapelle Ingolèse. Cet hôtel de style classique est un bâtiment en brique, à deux étages et un étage de comble, qui s'organise autour d'une cour. Les élévations sont rythmées par des pilastres dont les bases et les chapiteaux sont en pierre de taille. Les deux entrées situées rue et place de la Bourse actuelles sont encadrées par des pilastres. Les encadrements de fenêtres sont réalisés en alternant la brique et la pierre. L'architecte Germain Dutour transforme l'hôtel vers 1877 dans un style néo-Louis XIII. Il construit un nouveau corps de bâtiment à la place de la cour et reconstruit les façades sur la rue et la place de la Bourse à partir du 1er étage[17].

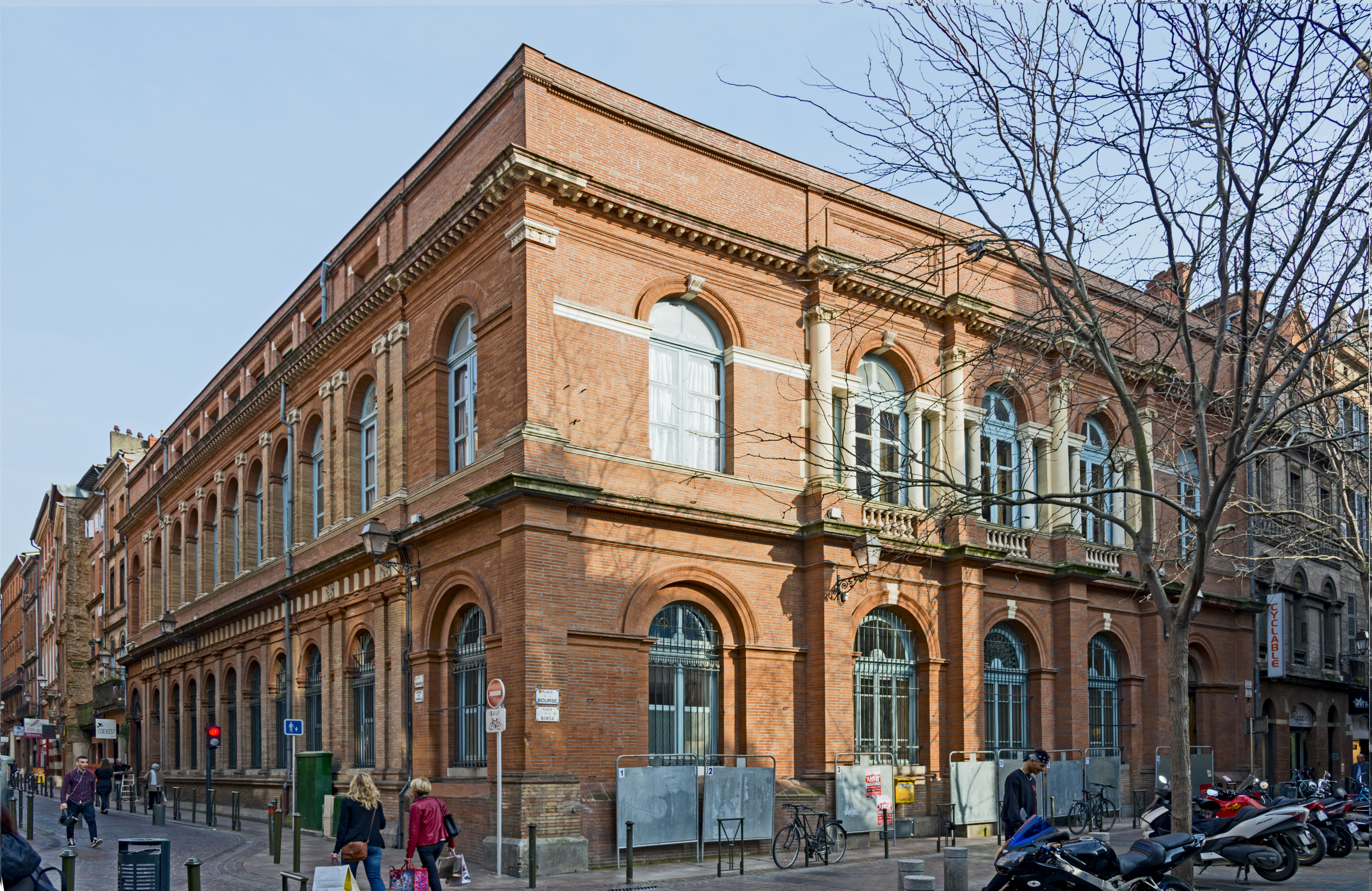
no 26 : façades de l'hôtel de la Bourse.

- no  26 : hôtel de la Bourse.  Inscrit MH (1975, façades et toitures)[18]. 
L'hôtel de la Bourse est construit en 1836 par les architectes Jean Bonnal et Jean-Antoine Raynaud à l'emplacement de l'ancienne bourse des marchands, installée en 1781 dans l'hôtel de Bastard. L'édifice actuel est un exemple intéressant d'architecture néo-classique de style palladien. La façade sur la place a cinq travées percées de grandes fenêtres en plein cintre. Elles sont séparées au rez-de-chaussée par des pilastres qui servent de contreforts, et au 1er étage par des colonnes ioniques en marbre supportant une corniche avec un large attique[19].

### Œuvre publique
- fontaine Feuille d'eau. 
La Feuille d'eau est une œuvre de la sculptrice Françoise Persouyre, fondue par l'entreprise champenoise GHM, et installée en 1999 lors du réaménagement et de la piétonnisation de la place. Elle figure une grande feuille[15].